# 恩間
恩間（おんま）は、埼玉県越谷市の大字。郵便番号は343-0033。

## 地理
埼玉県の東部地域で、越谷市の北部に位置する。大袋駅西口に近く、全域が宅地化している。中央部を須賀用水が東西に流れる。地区西部は西大袋土地区画整理事業が進んでおり、街路が整備されている。

## 歴史
かつては恩間村だった。北に離れて所在する恩間新田は明治4年に分村した。
- 1889年（明治22年）4月1日 - 町村制施行により、大房村、三野宮村、大竹村、大道村、大林村、袋山村、恩間村、恩間新田が合併し南埼玉郡大袋村大字恩間となる。
- 1954年（昭和29年）11月3日 - 大袋村が南埼玉郡越ヶ谷町、大沢町、新方村、桜井村、出羽村、蒲生村、大相模村、増林村と合併し、越谷町の大字となる。
- 1958年（昭和33年）11月3日 - 越谷町が市制施行し、越谷市の大字となる。
- 1981年（昭和56年）12月19日 - 大字恩間と大字上間久里の各一部から千間台東町（おおむね現千間台東1丁目）が成立。同日、千間台西の成立に伴い、大字恩間の一部が千間台西となる[4]。

## 世帯数と人口
2022年（令和4年）1月1日現在の世帯数と人口は以下の通りである。
| 大字     | 世帯数    | 人口    |
| -------- | --------- | ------- |
| 大字恩間 | 1,970世帯 | 4,395人 |

## 小・中学校の学区
市立小・中学校に通う場合、学区（校区）は以下の通りとなる。
| 小学校               | 中学校               |
| -------------------- | -------------------- |
| 越谷市立大袋小学校   | 越谷市立大袋中学校   |
| 越谷市立大袋北小学校 | 越谷市立千間台中学校 |

## 交通

### 鉄道
地内に鉄道は敷設されていない。最寄り駅は大袋駅となっている。

### 道路
地内に国道、および主要地方道・一般県道は通っていない。
- 大袋西口通り
- 須賀川通り
- 中堀通り

## 施設
- 越谷市北部市民会館
- 越谷市北部出張所
- 越谷児童相談所
- 恩間公園
- 恩間第三公園
- 香取神社
  - 恩間自治会集会所
- 長生寺